# Lanberry
Lanberry, właśc. Małgorzata Uściłowska (ur. 12 lutego 1987 w Wyszkowie) – polska piosenkarka, autorka tekstów i kompozytorka.
Zadebiutowała fonograficznie w 2015 singlem „Podpalimy świat”. Następnie wydała debiutancki album studyjny, zatytułowany po prostu Lanberry. Piosenka z reedycji płyty – „Piątek”, odniosła sukces komercyjny, stając się pierwszym utworem w karierze piosenkarki, który uplasował się w pierwszej dziesiątce listy AirPlay – Top. W 2018 wydała album pt. miXtura, a promujący go utwór „Gotowi na wszystko” dotarł do pierwszego miejsca na AirPlay, liście najczęściej odtwarzanych utworów w polskich rozgłośniach radiowych. W 2020 wydała album pt. Co gryzie panią L?, a za pochodzący z płyty utwór „Plan awaryjny” otrzymała nagrodę jury w konkursie „Premier” podczas 57. Krajowego Festiwalu Piosenki Polskiej w Opolu. W 2022 wydała swój czwarty album studyjny pt. Obecna. W 2024 wydała płytę, pt. Heca, która zawiera przeboje: „Dzięki, że jesteś” i „Co ja robię tu”. W latach 2022–2024 zasiadała w jury programu TVP2 The Voice of Poland. Zdobyła wiele nominacji do nagrody Fryderyka.
Współtworzyła utwory dla innych wykonawców, w tym m.in. dla Roksany Węgiel („Anyone I Want to Be”, „Obiecuję”), Viki Gabor („Superhero”, „Ramię w ramię”), Dody („Don’t Wanna Hide”) czy Dawida Kwiatkowskiego („Bez Ciebie”, „Proste”).

## Młodość
Wychowała się w rodzinie o muzycznych tradycjach; ojciec i dziadek grali na gitarze, skrzypcach i fortepianie, ona sama uczyła się gry na skrzypcach.
Uczęszczała do I Liceum Ogólnokształcącego im. Cypriana Kamila Norwida w Wyszkowie, następnie przeprowadziła się do Warszawy, gdzie ukończyła studia lingwistyczne.

## Kariera muzyczna
Przed rozpoczęciem profesjonalnej kariery muzycznej prowadziła kanał muzyczny w serwisie YouTube, na którym publikowała covery. W 2012 wraz z zespołem Projekt NOD wydała album studyjny pt. Warsoul Experience, w którego tworzeniu wzięli udział m.in. Wojciech Waglewski, Marika, Małolat i VNM. W 2013 bez powodzenia wzięła udział w trzeciej edycji programu TVP2 The Voice of Poland, a w 2014 – w przesłuchaniach do talent show TVN X Factor.
10 września 2015 wydała debiutancki singiel „Podpalimy świat”, który znalazł się na 19. miejscu na liście AirPlay, najczęściej odtwarzanych utworów w polskich rozgłośniach radiowych i uzyskał status złotej płyty za sprzedaż w nakładzie przekraczającym 10 tysięcy kopii.

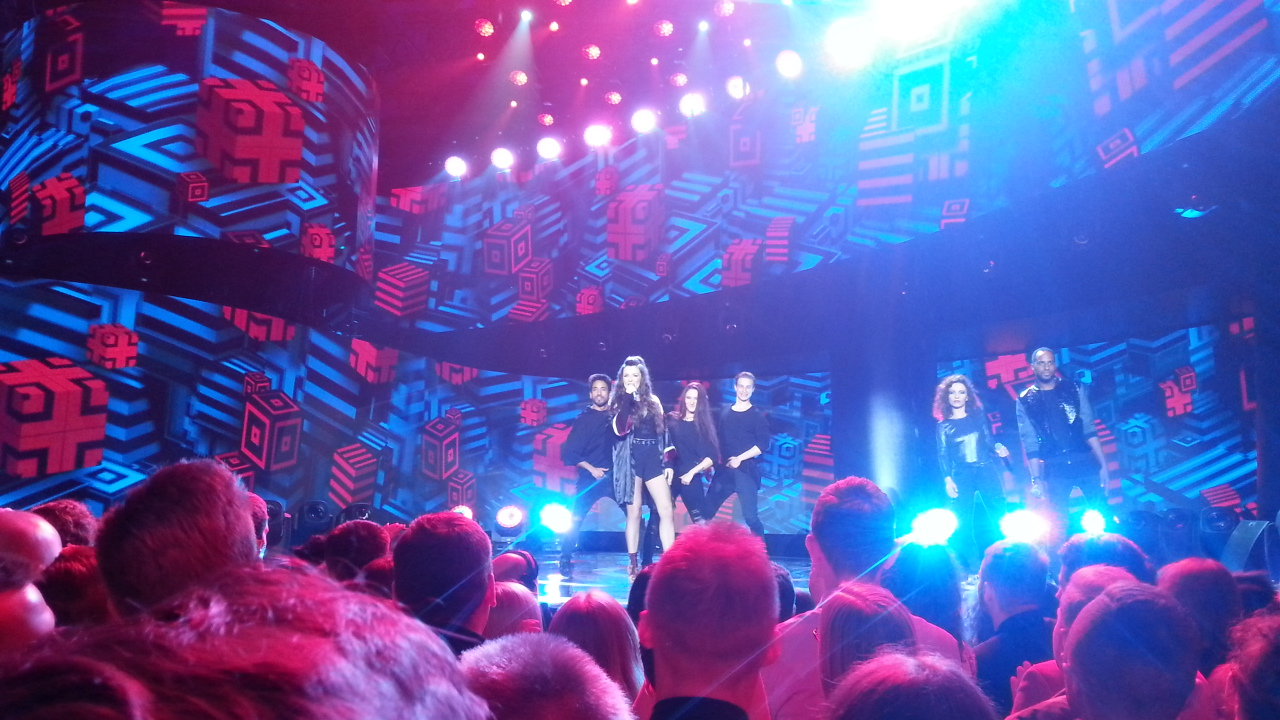
Lanberry w finale krajowych eliminacji eurowizyjnych, luty 2017

Pod koniec stycznia 2016 wydała singiel „Każdy moment”, z którym dotarła na 37. miejsce na liście AirPlay – Top. W 2016 w studiu Disney Channel Polska zaśpiewała wraz z Kubą Jurzykiem polską wersję czołówki do serialu Miraculum: Biedronka i Czarny Kot. 4 marca nakładem wytwórni muzycznej Universal Music Polska wydała debiutancki album studyjny pt. Lanberry, na który napisała wszystkie piosenki. W lipcu wydała trzeci singel z płyty, „Bunt”, a 5 sierpnia – singiel „Piątek”, który dotarł do siódmego miejsca na liście AirPlay – Top. W lutym 2017 z anglojęzyczną wersją singla – „Only Human” – zakwalifikowała się do finału polskich eliminacji do 62. Konkursu Piosenki Eurowizji. Jej udział w selekcjach wzbudził kontrowersje w sieci z powodu niespełnienia przez piosenkę wymogów regulaminowych. 18 lutego 2017 zajęła szóste miejsce w finale eliminacji. Miesiąc później wydała singiel „Zagadka”. 27 maja z piosenką „Piątek” wystąpiła w koncercie „Radiowy przebój roku”, odbywającym się w ramach Polsat SuperHit Festiwal 2017 w Sopocie. W czerwcu wydała reedycję albumu pt. Lanberry, wzbogaconą o pięć nowych piosenek („Piątek” i „Zagadka”, a także ich anglojęzyczne wersje – „Only Human” oraz „How Do You Like Me Now”, a także niepublikowany wcześniej utwór „Smak ust”). 19 czerwca wystąpiła jako support przed koncertem Tove Lo, odbywającym się w ramach trasy Lady Wood Tour. 16 września z piosenką „Ostatni most” wzięła udział w koncercie „Premiery” podczas 54. Krajowego Festiwalu Piosenki Polskiej w Opolu. Nagranie uplasowało się na 2. pozycji na liście najczęściej odtwarzanych piosenek w polskich radiostacjach. Pod koniec listopada wydała singiel „Gotowi na wszystko”, nagrany wspólnie z zespołem Feel na potrzeby filmu Gotowi na wszystko. Exterminator w reżyserii Michała Rogalskiego.

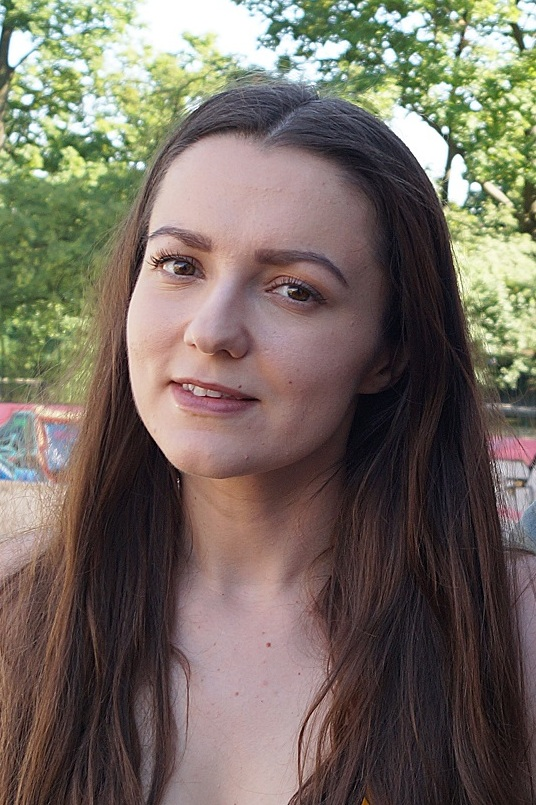
Lanberry (2019)

18 maja 2018 wydała singiel „Nieznajomy”, którym promowała album pt. miXtura, wydany 9 listopada. Była jedną z autorek piosenki „Anyone I Want to Be”, z którą Roksana Węgiel zwyciężyła w finale 16. Konkursu Piosenki Eurowizji dla Dzieci. W styczniu 2019 otrzymała nominację do nagrody polskiego przemysłu fonograficznego Fryderyka w kategoriach: Album roku pop, Najlepsza oprawa graficzna albumu (za album miXtura), Utwór roku (za singiel „Nie ma mnie”) i Kompozytor roku (jako team kompozytorski: Dominic Buczkowski-Wojtaszek, Patryk Kumór, Małgorzata Uściłowska). Pod koniec kwietnia wydała singiel „Mówiłeś”, a w październiku – „Zew”. Była jedną z autorek piosenki „Superhero”, z którą Viki Gabor zwyciężyła w finale 17. Konkursu Piosenki Eurowizji dla Dzieci. W styczniu 2020 otrzymała nominację do Fryderyka w kategoriach: Autor roku i Kompozytor roku (obie jako team: Dominic Buczkowski-Wojtaszek, Patryk Kumór, Małgorzata Uściłowska). W marcu wydała utwór „Tracę”,  w lipcu – „Plan awaryjny”, a w listopadzie „Mirabelki”. 6 września zwyciężyła z piosenką „Plan awaryjny” w konkursie „Premier” podczas 57. Krajowego Festiwalu Piosenki Polskiej w Opolu. W 2020 była bohaterką reportażu wyemitowanego w programie Uwaga! – Kulisy sławy. W maju Radio Zet wprowadziło nową oprawę muzyczną stacji, w której wzięła udział piosenkarka. 23 października 2020 wydała album pt. Co gryzie panią L?. 2 lipca 2021 wydała singel „Od zaraz”. 5 sierpnia wystąpiła wraz z Chórem Akademii Morskiej w Szczecinie z utworem „Tracę” podczas gali Fryderyki 2021. 1 grudnia 2021 wydała w swojej interpretacji piosenkę „Dzień jeden w roku”.
21 stycznia 2022 wydała singel „Nocny express” pod szyldem wytwórni płytowej Agora, a krótko po nim – utwór „Niewygodnie”. 20 maja wydała kolejną piosenkę zatytułowaną „Niedziela”, a 1 lipca – „List”. Również w 2022 została trenerką w 13. edycji programu The Voice of Poland. We wrześniu zasiadła w jury drugiego półfinału programu Szansa na sukces. Eurowizja Junior 2022. Następnie wydała single „Okna bez firanek” i „Waniliowe”. 25 listopada ukazał się czwarty album studyjny pt. Obecna.
W 2023 podpisała kontrakt z nową wytwórnią muzyczną Warner Music Poland. W kwietniu wydała utwór „Stare piosenki”, nagrany wspólnie z Bovską, z którym wystąpiły podczas gali Fryderyki 2023. Następnie wydała single: „Notting Hill” i „Dzięki, że jesteś” z Tribbsem. Jesienią była trenerką w 14. edycji programu The Voice of Poland oraz występowała w programie muzycznym Rytmy Dwójki. W 2024 wydała piosenkę „Co ja robię tu”. W kwietniu zasiadła w jury programu Szansa na sukces. Opole 2024. 31 maja z piosenką „Co ja robię tu” wzięła udział w koncercie „Premiery” podczas 61. Krajowego Festiwalu Piosenki Polskiej w Opolu. W sierpniu wydała utwór „Fejk”, we wrześniu – „Cyrk”. Jesienią była trenerką w 15. edycji programu The Voice of Poland. 8 listopada 2024 wydała płytę pt. Heca. Wydawnictwo zadebiutowało na 12. miejscu polskiej listy sprzedaży – OLiS. Jesienią 2025 będzie uczestniczyła w 17. edycji programu Dancing with the Stars. Taniec z gwiazdami w Polsacie.

## Życie prywatne
Jest związana z piosenkarzem Ernestem Staniaszkiem.

## Dyskografia
- Lanberry (2016)
- miXtura (2018)
- Co gryzie panią L? (2020)
- Obecna (2022)
- Heca (2024)

## Nagrody i nominacje
| Rok  | Konkurs          | Kategoria | Rezultat  | Źródło |
| ---- | ---------------- | --- | --------- | ------ |
| 2017 | 54. KFPP w Opolu | Premiery („Ostatni most”) | Nominacja | [ 22 ] |
| 2019 | Fryderyki 2019   | Album roku pop (miXtura) | Nominacja | [ 27 ] |
| 2019 | Fryderyki 2019   | Kompozytor roku (jako team kompozytorski: Dominic Buczkowski-Wojtaszek, Patryk Kumór, Małgorzata Uściłowska)                     | Nominacja | [ 27 ] |
| 2019 | Fryderyki 2019   | Najlepsza oprawa graficzna albumu (miXtura)                                                                                      | Nominacja | [ 27 ] |
| 2019 | Fryderyki 2019   | Utwór roku („Nie ma mnie”) | Nominacja | [ 27 ] |
| 2019 | Fryderyki 2019   | Nagroda publiczności – Przebój roku („Gotowi na wszystko”)                                                                       | Nominacja | [ 70 ] |
| 2020 | Fryderyki 2020   | Autor roku (jako team autorski: Dominic Buczkowski-Wojtaszek, Patryk Kumór, Małgorzata Uściłowska)                               | Nominacja | [ 31 ] |
| 2020 | Fryderyki 2020   | Kompozytor roku (jako team kompozytorski: Dominic Buczkowski-Wojtaszek, Patryk Kumór, Małgorzata Uściłowska)                     | Nominacja | [ 31 ] |
| 2020 | 57. KFPP w Opolu | Premiery („Plan awaryjny”) | Wygrana   | [ 35 ] |
| 2021 | Fryderyki 2021   | Album roku pop (Co gryzie panią L?)                                                                                              | Nominacja | [ 71 ] |
| 2021 | Fryderyki 2021   | Autor roku (jako team autorski: Katarzyna Rooijens, Małgorzata Uściłowska, Dominic Buczkowski-Wojtaszek, Patryk Kumór)           | Nominacja | [ 71 ] |
| 2021 | Fryderyki 2021   | Kompozytor roku (jako team kompozytorski: Katarzyna Rooijens, Małgorzata Uściłowska, Dominic Buczkowski-Wojtaszek, Patryk Kumór) | Nominacja | [ 71 ] |
| 2021 | Fryderyki 2021   | Utwór roku („Plan awaryjny”) | Nominacja | [ 71 ] |
| 2024 | 61. KFPP w Opolu | Premiery („Co ja robię tu”) | Nominacja | [ 62 ] |